# 上辅增二
天龍座3，又名BD+67 714，HD 101673、SAO 15606、HR 4504，是天龍座的一颗恒星，视星等为5.3，位于銀經133.2，銀緯48.99，其B1900.0坐标为赤經11h 36m 53.8s，赤緯+67° 48.99′ 54″。